# Acrotère

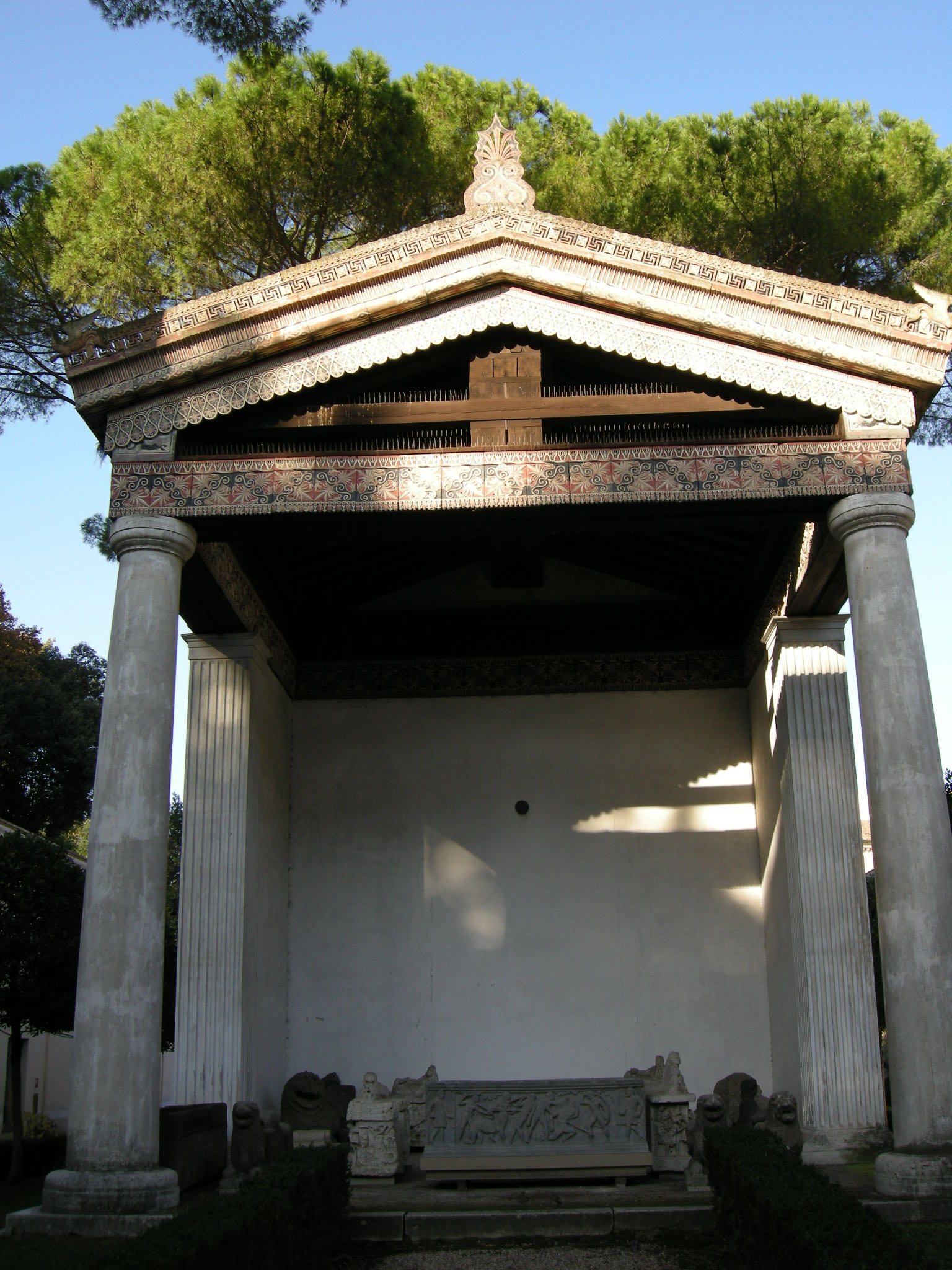
Acrotère du fronton de la reconstitution d'un temple étrusque à la villa Giulia de Rome.

Dans l'architecture classique, grecque et romaine antique, les acrotères sont des socles (piédestaux) soutenant des ornements, disposés au sommet ou sur les deux extrémités d'un fronton.
Par extension, les acrotères désignent les ornements eux-mêmes ; il peut s'agir de statues, de statuettes en pierre, de vases en terre cuite.
En architecture moderne, l'acrotère désigne aussi le parapet sur une terrasse.

## Architecture

### Acrotère antique
L'acrotère désigne chacun des socles situés au-dessus de la corniche d'un fronton (au faîte et aux extrémités des rampants), ou sur un pignon ; ces socles sont le support d'ornements en amortissement tels que statues, statuettes en pierre, vases en terre cuite, dits en acrotère. Par extension, les acrotères désignent les ornements eux-mêmes.

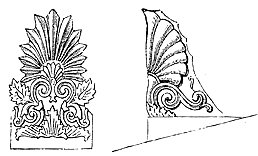
Acrotère vu de face et de profil.
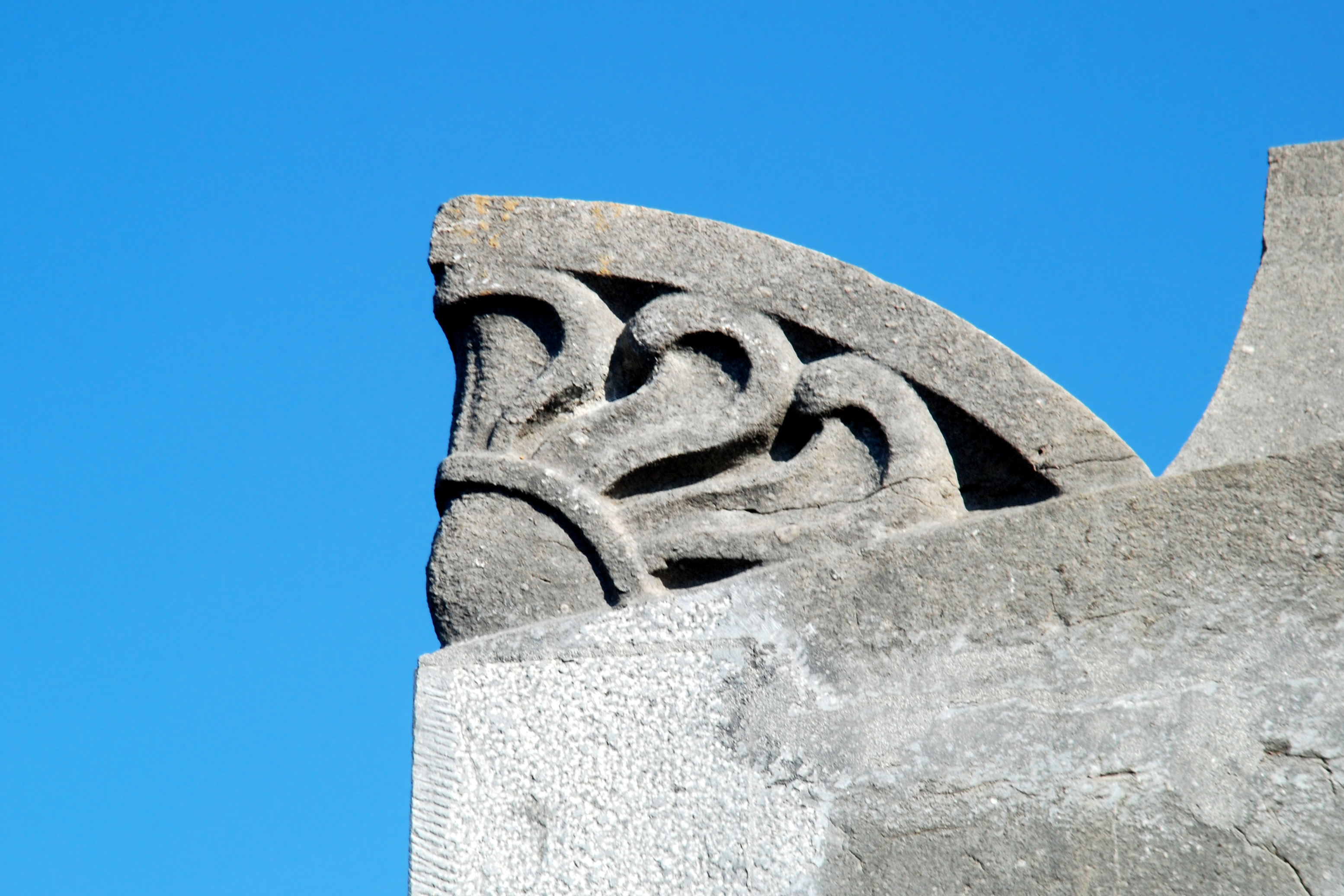
Acrotère du monument Gordon à Waterloo.

Les statues-acrotères caractéristiques, conservées au musée de Murlo, comme le cowboy de Murlo constituent les vestiges étrusques de l'antique fabrique locale de Poggio Civitate.

### Mur acrotère
En architecture classique, on désigne par acrotère chacun des murets en maçonnerie pleine disposés de place en place d'une balustrade (synonyme : dosseret). Il désigne aussi la balustrade en haut d'une maison composée de pilastres ou piédestaux de balustre de socle et tablette.
Dans l'architecture moderne, on appelle « mur acrotère », en abrégé « acrotère », un muret situé en bordure de toitures terrasses pour permettre le relevé d'étanchéité. L'acrotère prolonge donc le mur de façade jusqu'au toit terrasse. Il participe également à la protection contre les chutes.
Cette appellation a largement remplacé, en France, celle, originale, de « mur besquaire » qu'on trouve en Belgique[réf. souhaitée]. Au Québec, cette appellation est inconnue et on utilise couramment le mot « parapet » pour dénommer ce relevé au périmètre des toitures plates ou à faible pente.

## Autre: chemins de fer
Dans le vocabulaire ferroviaire, les acrotères désignent également les jupes latérales situées en toiture et sur les bords du châssis du matériel roulant, et qui servent à protéger les éléments mécaniques ou électriques qui y sont montés[pas clair][réf. souhaitée].